# Рівень головки рейки
Рівень головки рейки (РГР) — точка відліку вертикальних розмірів габаритів рухомого складу та наближення будівель на залізничному транспорті.
Рівень головки рейки визначається як горизонтальна лінія, дотична до верху головки рейки. Оскільки рейка, покладена в колію, має підуклонку, її поверхня катання не горизонтальна. На кривій, де зовнішня рейкова нитка має підвищення, РГР визначається на внутрішній рейковій нитці.